# José de Avelar e Almeida
José de Avelar e Almeida, primeiro e único barão de Ribeirão, (c. 1810 – 26 de março de 1874) foi fazendeiro cafeicultor no município de Vassouras, na então província do Rio de Janeiro.

## Biografia
Era filho de Manuel de Avelar e Almeida e de Susana Maria de Jesus, açorianos oriundos da Ilha das Flores.
Casou-se com Ana Barbosa de Sá, natural de Vassouras, filha de Francisco Rodrigues Barbosa e de Mariana Rosa de Jesus, irmã do barão de Santa Fé, sobrinha paterna do barão de Santa Justa e neta de Francisco Rodrigues Alves, fundador da cidade de Vassouras.
Eram proprietários das fazendas Mato Dentro, Ribeirão e Cachoeira, além de possuir rica residência na parte central da, então, vila de Vassouras, posteriormente utilizada durante décadas como sede do fórum municipal e cadeia pública, depois como sede da prefeitura. E em 2018 como sede local do IFHAN.
Chefe de uma grande família, quando faleceu, já viúvo, na fazenda Ribeirão, após longa enfermidade, o barão do Ribeirão tinha catorze filhos e quarenta netos. No necrológio publicado na imprensa vassourense, foi lembrado como um dos "anciões da comunidade", tendo sido exaltados seu caráter e sua probidade, bem como suas origens humildes, pertencente a uma das famílias precursoras da cafeicultura na região.
Foi enterrado no cemitério da Confraria de Nossa Senhora da Conceição de Vassouras.

## Descendência
- Laurindo de Avelar e Almeida, barão de Avelar e Almeida.
- Bernardina de Avelar e Almeida, que se casou com o fazendeiro Inácio José de Sousa Werneck, sendo bisavós do político Carlos Lacerda.
- Maria do Nascimento de Avelar, que se casou com José Quirino da Rocha Werneck, barão de Werneck.
- Marcelino Avelar e Almeida, barão de Maçambara.
- Bernardino Rodrigues de Avelar, barão e visconde de Cananéia.